# 願い (Fayrayの曲)
「願い」（ねがい）は、2004年2月18日にリリースされたFayrayの15thシングル。発売元はR and C。

## 収録曲
全編曲：小林哲
1. 願い
  - 作詞・作曲：Fayray
2. Spooky
  - 作詞・作曲：マイク・シャピロ、ジェームス・バーニーCobb Jr.、バディ・ビューイ、ハリー・ミドルブルックス

ディーン・ドートリー（英語版）のカバー。

## 参加ミュージシャン
願い
- Fayray：Piano
- 大賀好修：Guitar
- 池田大介：Strings Arrangement
- 小林哲：Programming

## タイアップ
- 読売テレビ・日本テレビ系ドラマ『乱歩R』主題歌（#1）
- ヨシモトファンダンゴTV「ヨシモト∞」土曜2部コーナー「ADORIBU武道会」感動キーワードBGM（#1）

## テレビ出演
願い
- 2004年2月20日 日本テレビ系「AX MUSIC-TV」
- 2004年2月23日 フジテレビ系「HEY!HEY!HEY! MUSIC CHAMP」
- 2004年2月28日 テレビ東京系「月刊MelodiX!」